# Межжерін Віталій Олексійович
Віталій Олексійович Межжерін (1 лютого 1933, Дніпро — 14 вересня 2018, Київ) — український зоолог і еколог, кандидат біологічних наук (1961), доцент Київського університету. Автор близько 250 публікацій, зокрема кількох монографій, науково-популярних видань і статей у провідних міжнародних журналах, в тому числі двох у Nature.

## Життєпис
У 1955 році закінчив кафедру зоології хребетних біологічного факультету Київського державного університету. У 1961 році захистив кандидатську дисертацію на тему «Экология бурозубых землероек (Soricinae) и их динамика численности Лесостепи и Полесья Украины». Тривалий час працював доцентом кафедри зоології Київського університету. Згодом певний час працював також в Інституті зоології НАН України.

## Деякі найважливіші публікації
- Межжерин В. А. 1964. Явление Денеля и его возможное объяснение [Архівовано 8 серпня 2017 у Wayback Machine.] // Acta theriologica. — 8(6): 95-114.
- Межжерин В. А., Мельниченко И. П. 1970. Энергетический оптимум и оптимальные размеры тела животных // Журнал общей биологии. — 31(4): 424—435.
- Mezhzherin V. A., Dyuldin A. A. 1970. Potential Quasi-energy and Energetically Optimal Size in Living Organisms // Nature. — 227(5255): 305—307.
- Mezhzherin V. A. 1971. Energetical Structure of Zoological Systems // Nature. — 231 (5303): 461—462.
- Межжерин В. А. 1979. Динамика численности животных и построение прогнозов // Экология. — 3: 3-11.
- Межжерин В. А., Емельянов И. Г., Михалевич О. А. Комплексные подходы в изучении популяций мелких млекопитающих. — Киев: Наукова думка, 1991. — 204 с.
- Межжерин В. А. 1996. Специфика экологического мониторинга // Экология. — 2: 83-88.